# Ana Filantropena
Ana Filantropena fue la segunda emperatriz consorte de Manuel III de Trebisonda.

## Familia
Su padre fue Manuel Ángelo Filantropeno, césar del Imperio bizantino y gobernante de Tesalia de c. 1390 a 1394. La capital provincial de su padre estaba en Trikala. Tesalia fue conquistada por Beyazid I del Imperio otomano en 1394.
Su abuelo paterno fue Alejo Ángelo Filantropeno, también un césar. Fue gobernador de Tesalia de c. 1373 a 1390. Su abuela materna fue María Radoslava. Alejo sucedió a su pariente Juan Uroš después que éste renunció para entrar en un monasterio.
María era hija de Radoslav Hlapen. Radoslav fue señor de Kastoria y Edesa. Radoslav es más conocido como un rival de Simeón Uroš. Su esposa fue Irene, viuda del césar Gregorio Preljub, el gobernador serbio de Tesalia, que murió a finales de 1355 o principios de 1356. Irene fue la madre de Tomás II Preljubović por su boda anterior.
Según «The Late Medieval Balkans, A Critical Survey from the Late Twelfth Century to the Ottoman Conquest» (1994) por J. V. A. Fine, Irene fue una hija de Esteban Uroš IV Dušan de Serbia y Helena de Bulgaria.

## Emperatriz
En 1395, Gulkhan-Eudokia de Georgia, la emperatriz consorte de Trebisonda murió. Manuel III de Trebisonda, su viudo, casó con Ana en el mismo año. Ana fue la madrastra de su hijo, Alejo IV de Trebisonda. Su matrimonio es considerado sin hijos. Manuel murió el 5 de marzo de 1417. Si Ana le sobrevivió se desconoce.